# 斯氏瞪羚
斯氏瞪羚（學名Gazella spekei）是最小的瞪羚。仅分布于非洲东部，与G. gazella pelzini重叠。斯氏瞪羚曾经被看作山瞪羚的亚种。

## 特征
肩高50-60厘米，体长95-105厘米，尾长15-20厘米，体重15-25千克。毛色为浅棕色，腹部为白色。

## 栖息地
栖于非洲东部的草原、灌木丛和半沙漠。